# Small Engine Repair
Pour plus de détails, voir Fiche technique et Distribution.
Small Engine Repair est un film américain réalisé par John Pollono, sorti en 2021.

## Synopsis
Un burn out touche les membres d'une petite boutique de mécanique du New Hampshire.

## Fiche technique
- Titre original : Small Engine Repair
- Réalisation : John Pollono
- Scénario : John Pollono
- Musique : Kathryn Kluge et Kim Allen Kluge
- Photographie : Matt Mitchell
- Montage : Christopher Robin Bell et David Moritz
- Production : Peter Abrams, Jon Bernthal, Alexander Norton, Rick Rosenthal et Noah Rothman
- Société de production : Canopy Media Partners, Story Factory SER, Tapestry Films et Whitewater Films
- Pays : États-Unis
- Genre : Comédie dramatique
- Durée : 103 minutes
- Dates de sortie : États-Unis : 10 septembre 2021

## Distribution
- Jon Bernthal (VF : Jérôme Pauwels) : Terrance Swaino
- John Pollono (VF : Alexis Victor) : Frank Romanowski
- Shea Whigham (VF : Bruno Choël) : Packie Hanrahan
- Spencer House (VF : Donald Reignoux) : Chad Walker
- Jordana Spiro (VF : Laura Blanc) : Karen Delgado
- Ciara Bravo (VF : Lisa Caruso) : Crystal Romanowski
- Josh Helman : Anthony Romanowski
- Michael Redfield : Tommy Hanrahan
- Ashlie Atkinson : Diane Swaino
- Jenna Lamia (VF : Nathalie Bienaimé) : Patty Swaino
- Joshua Bitton (VF : Jean-Alain Velardo) : Lawrence Swaino
- Shannon Esper : Judy
- John Rothman : M. Walker
- Tom Draper : Mikey, le barman
- James Badge Dale : « Badge »
- James Ransone : P.J.

 Source et légende : version française (VF) sur RS Doublage